# Wola Lipowska
Wola Lipowska (deutsch Breitlinde) ist ein Ort in der polnischen Woiwodschaft Ermland-Masuren und gehört zur Landgemeinde Braniewo (Braunsberg) im Powiat Braniewski (Kreis Braunsberg), bis 1945 zum Kreis Heiligenbeil in Ostpreußen.

## Geographische Lage
Wola Lipowska liegt westlich der Bahnau (polnisch Banówka) im Nordwesten der Woiwodschaft Ermland-Masuren, 14 Kilometer südöstlich der früheren und heute auf russischem Staatsgebiet gelegenen Kreisstadt Heiligenbeil (russisch Momonowo) bzw. 13 Kilometer östlich der heutigen Kreismetropole Braniewo (deutsch Braunsberg).

## Geschichte
Das kleine Dorf Breittelinde – ab 1620 Breitlinde – wurde 1333 gegründet. 1874 wurde es in den neu errichteten Amtsbezirk Lindenau (polnisch Lipowina) im ostpreußischen Kreis Heiligenbeil, Regierungsbezirk Königsberg, eingegliedert.
103 Einwohner waren im Jahre 1910 in Breitlinde registriert. Ihre Zahl belief sich im Jahre 1933 auf 96 und im Jahre 1939 auf 99.
Als 1945 das gesamte südliche Ostpreußen in Kriegsfolge an Polen, war auch Breitlinde davon betroffen. Das Dorf erhielt die polnische Namensform „Wola Lipowska“ und ist heute mit seinen etwa 50 Einwohnern ein Teil der Gmina Braniewo im Powiat Braniewski, von 1975 bis 1998 der Woiwodschaft Elbląg, seither der Woiwodschaft Ermland-Masuren zugehörig.

## Religion
Bis 1945 war Breitlinde in die evangelische Kirche Lindenau (polnisch Lipowina) in der Kirchenprovinz Ostpreußen der Kirche der Altpreußischen Union eingepfarrt. Mit der heute überwiegend römisch-katholischen Einwohnerschaft gehört Wola Lipowka heute zur Pfarrei Lipowina im jetzigen Erzbistum Ermland.

## Verkehr
Wola Lipowska liegt an der verkehrsreichen polnischen  Woiwodschaftsstraße 507 (ehemalige deutsche Reichsstraße 142), die von Braniewo (Braunsberg) über Pieniężno (Mehlsack) und Orneta (Wormditt) nach Dobre Miasto (Guttstadt) führt. Grodzie (bis 1945 „Vogelsang“ genannt) ist die nächste Bahnstation und liegt an der Bahnstrecke Olsztyn Gutkowo–Braniewo.